# Sangre de toro de Eger

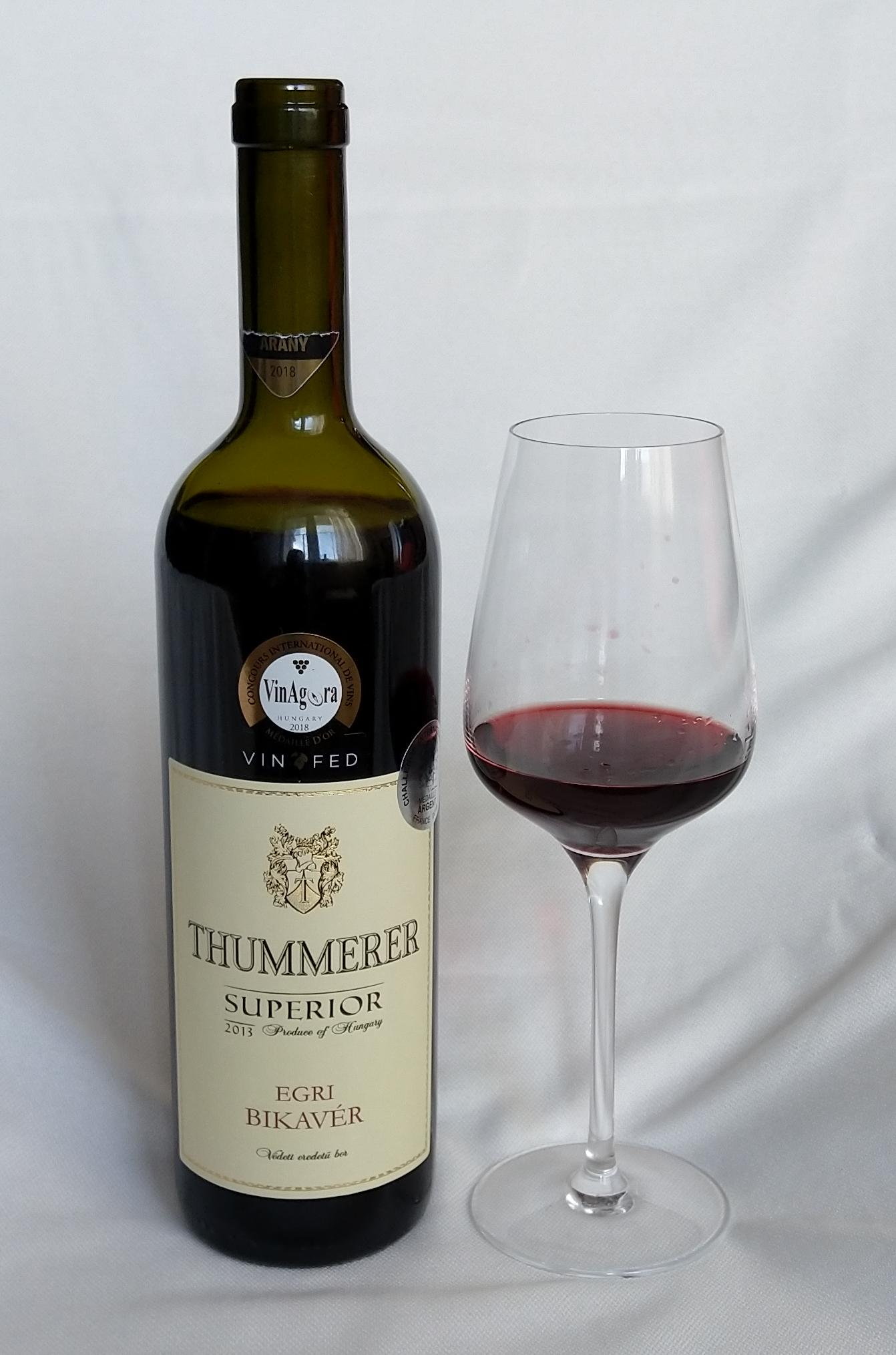
Vino tinto Egri Bikavér

El sangre de toro de Eger (en húngaro, Egri Bikavér) es el vino tinto más famoso de Hungría. Procede de la región vinícola de Eger, en el nordeste del país. La región de Szekszárd produce un vino similar llamado Szekszárdi Bikavér.
Oficialmente el sangre de toro de Eger debe contener al menos tres de las siguientes variedades de uva: Kadarka, Kékfrankos (o Blaufränkisch en alemán), Blauer Portugieser (Kékoportó), Cabernet Sauvignon, Cabernet Franc, Merlot, Ménoire (conocida antiguamente como Kékmedoc o Médoc Noir), Pinot Noir, Blauburger y Zweigelt.
Según la leyenda, el nombre del vino se originó durante la invasión de Suleimán el Magnífico hacia 1552, por un rumor entre los soldados turcos que afirmaba que sangre de toro se había mezclado con el vino para resistir el sitio del castillo de Eger.